# Антон I фон Турн и Валсасина
Антон I фон Турн и Валсасина (на немски: Anton I von Thurn und Valsassina; † 1512) от италианската фамилия Ториани/Дела Торе, е австрийски благородник, господар на Турн и Валсасина в Каринтия.

## Произход
Той е единствен син на Матиас фон Турн († 1461) и съпругата му Магдалена фон Линц и Луег, дъщеря на Панкрац фон фон Линц и Луег. Майка му е племенница на Конрад V „Кантнер“ († 1439), херцог на Оелс. Внук е на Рихард II фон Турн и Валсасина († 1431) и Луция фон Хунгершпах († 1423). Правнук е на Йохан фон Турн и Валсасина († 1412) и Катарина фон Вайсприах. Роднина е на Раймондо дела Торе († 1299), епископ на Комона Комо (1262 – 1273) и патриарх на Аквилея (1273 – 1299), Кастоне дела Торе († 1319), архиепископ на Милано (1308 – 1317), и Карло дела Торе или папа Климент XIII (1758 – 1769).

## Фамилия
Първи брак: с Амороза фон Ланденберг († 1482), дъщеря на Якоб фон Ланденберг и Луция Франгипани де Касталдо. Те имат петима сина:
- Георг († 1515)
- Матиас
- Андреас фон Турн и Валсасина († 1541), губернатор на Крайна, женен за Бианка ди Форментини; родители на:
  - Антон II фон Турн и Валсасина († 27 септември 1569), ландмаршал на Гьоц, издигнат на фрайхер 1532, и на граф на Турн 1541, женен за Урсула фон Ендлинген; имат 4 сина
- Файт фон Турн и Валсасина (* 15 юни 1471; † 22 февруари 1547), господар на Турн и Валсасина и фрайхер на Кройц в Каринтия, женен 1502 г. за Бианка Полисена ди Симонета е Кварто († 1549); имат един син
- Николаус (* 1489; † 3 май 1557), женен за Катарина Продолон

Втори брак: с Луция Франгипани де Касталдо. Бракът е бездетен.